# Величко Костянтин
Величко Костянтин Павлович (1895 або 1894, с. Малківка, Прилуцький повіт, Полтавська губернія — ? після 1924) — член Української Центральної Ради.

## Біографія
Вихідець із селян. Працював у споживчих товариствах.
З 1916 р. — в армії. Закінчив юнкерське піхотне училище, підпоручик.
1917 року обраний членом полкового комітету та Саратовської ради солдатських та офіцерських депутатів. Член Української партії соціалістів-революціонерів.
Наприкінці травня 1917 р. взяв участь у ІІ Всеукраїнському військовому зʼїзді, на якому був обраний до Всеукраїнської ради військових депутатів, відтак — кооптований до складу Української Центральної Ради.
Учасник Демократичної наради в Москві.
З серпня 1917 р. — у Севастополі, де був членом місцевої ради та головою Української військової спілки.
Кандидат у члени Всеросійських установчих зборів.
У листопаді 1917 р. брав участь в українізації Чорноморського флоту.
З кінця 1917 р. — комісар Української Центральної Ради при штабі Кавказького фронту.
Талановитий оратор.
У 1919-1920 рр. перебував у лавах Добровольчої армії.
У 1924 р. проживав у місті Прилуки.
Подальша доля невідома.